# (10736) Marybrück
(10736) Marybrück, désignation internationale (10736) Marybruck, est un astéroïde de la ceinture principale.

## Description
(10736) Marybruck est un astéroïde de la ceinture principale. Il fut découvert le 22 février 1988 à Siding Spring par Robert H. McNaught. Il présente une orbite caractérisée par un demi-grand axe de 2,98 UA, une excentricité de 0,03 et une inclinaison de 9,0° par rapport à l'écliptique.

## Compléments